# Новитна (река)
Новитна (англ. Nowitna River) — река на Аляске.
Длина — 402 км. Новитна берёт начало на склонах горного хребта Кускоквим, протекает по центральной Аляске, впадая после в Юкон. Течение реки в большинстве небыстрое, на русле имеются меандры и пороги.
Новитна протекает по очень дикой малонаселённой территории, часть русла проходит через одноимённый национальный заповедник-резерват.
Река малопосещаема и туристами, особенно в среднем и верхнем течении. В районе практически отсутствуют дороги, неблагоприятный климат (сильные морозы зимой и гнус летом), барибал, гризли. Добраться водным путём препятствуют пороги.